# Zecca (Venedig)

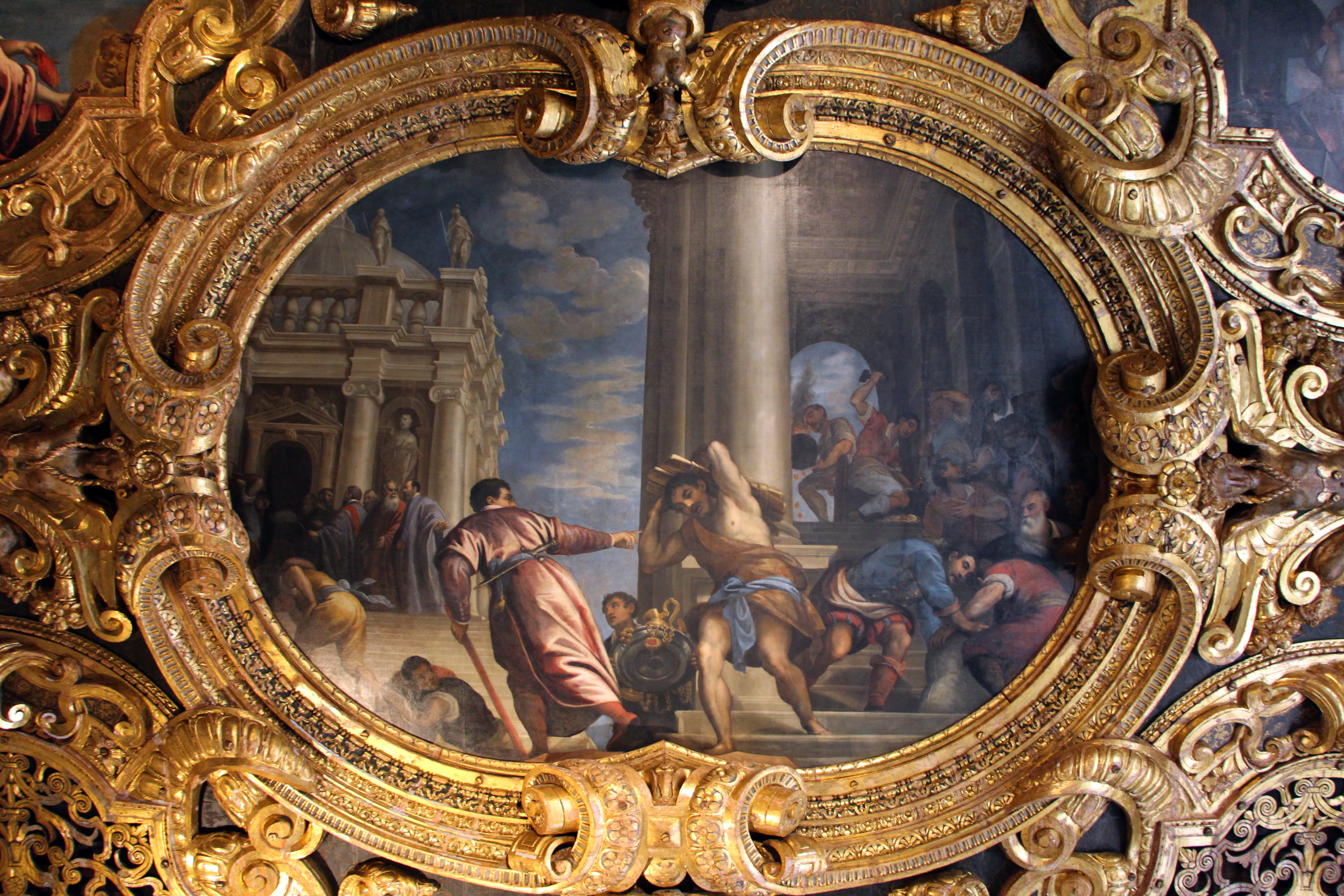
Unter der Aufsicht der Proveditoren prägen die Meister der Zecca Münzen, Marco Vecellio, Sala del Senato, Dogenpalast

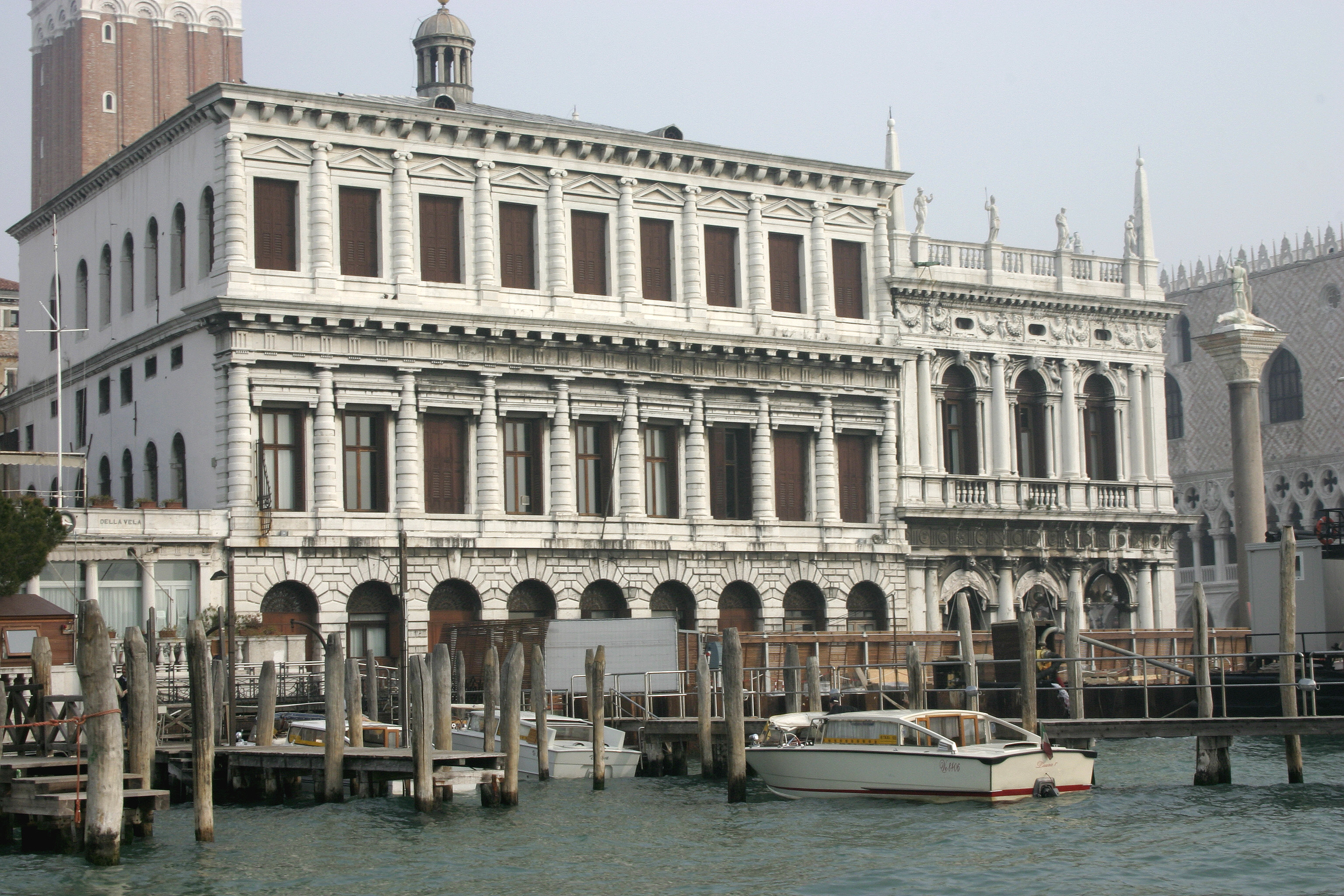
Der Palast der Zecca am Bacino San Marco

Als Zecca wurde einerseits die Münzprägestätte Venedigs im Allgemeinen bezeichnet, andererseits das in der Nähe des Dogenpalasts stehende Gebäude. Erstere bestand vom frühen 9. wahrscheinlich bis zum frühen 12. Jahrhundert und erneut von etwa 1170 bis 1870. Letzteres geht auf einen Entwurf Jacopo Sansovinos zurück und ist heute Teil der Biblioteca Nazionale Marciana. Es entstand zwischen 1536 und 1545.

## Entstehung und Aufgabenspektrum
Venedig besaß spätestens vom 9. Jahrhundert und bis 1870 eine Zecca, die zunächst im Handelszentrum der Stadt in der Nähe der Rialtobrücke saß, ab dem 16. Jahrhundert unweit des Dogenpalasts. Allerdings wurden bis 1284 ausschließlich Silbermünzen geprägt.
Zwar zirkulierten diese Münzen bereits zur Zeit Ludwigs des Frommen in weitem Umkreis, doch schon gegen Ende des 9. Jahrhunderts hatte der venezianische Denar nur noch regionale Bedeutung. Erst der Silbergrosso des 12. Jahrhunderts erhielt vor allem seit Enrico Dandolo wieder größere Bedeutung, und damit auch die venezianische Zecca. Ab 1284 kam der Golddukaten hinzu und es folgten weitere Münzen. Diese waren meist entweder in Venedig gültig, oder in seinem Herrschaftsgebiet, eine Politik, die erst in der Frühen Neuzeit nach und nach aufgegeben werden musste. Für das Kolonialreich wurden eigene Münzen, wie etwa der Tornesello geprägt.
Daneben agierte die Zecca auch auf dem Markt für Barrengold und -silber, allein schon, um das Wertverhältnis zwischen Silber und Gold entsprechend der sich jeweils anpassenden Interessenlage zu steuern.
Eine Münzprägestätte, die Zecca (arab. Münze), lässt sich bereits zu Anfang des 9. Jahrhunderts fassen. Johannes Diaconus nennt einen Johannes Tornaricus und bezeichnet ihn als „monetarius“, der an König Lothars Hof geflohen war. Um 829 bis 836 erscheint ein „Domenicus Monetarius“. Zur Zeit Lothars I. wurde der Usus, den Prägungsort auf der Münze zu nennen, aufgegeben, so dass nur noch technische Untersuchungen das Fortbestehen einer venezianischen Münzprägung belegen können.
Rudolf von Burgund gestand dem Dogen Orso II. in jedem Fall 925 das Münzrecht zu, doch regierte er in Italien nur zwei Jahre lang. Berengar I. und sein Sohn Guido von Ivrea bezogen sich 888 und 891 auf die gebräuchliche Münzprägung, also auf eine etablierte Zecca.
972 nennt ein Dokument aus dem Friaul eine Jahreszahlung, die entweder in Form von 5 Mailänder Denaren, oder 10 venezianischen erfolgen sollte. Diese genaue Angabe war nötig geworden, weil die Denare der verschiedenen Prägestätten im Wert so stark auseinander drifteten, dass man nicht mehr von fränkischen Denar- oder Pfundangaben ausgehen konnte. Zur Zeit Ottos II. oder Ottos III. wurde auf einem einzigen erhaltenen Münzexemplar der Kaisername vermerkt, während um 1000 nur noch Christus als Herrscher genannt wird. Es ist wahrscheinlich, dass der Beiname Monetario zweier Männer, nämlich eines Martino Barbo und eines Gregorius, eine Berufsbezeichnung darstellt.
Abermals erscheint ein Kaisername unter Konrad II. und (wahrscheinlich) Heinrich III. Um diese Zeit erscheint der Heilige Markus auf den Münzen. Die Münzen, die unter Heinrich IV. und dem V. erschienen, die zudem kleiner waren, tauchten nun viel häufiger auf.
Goldmünzen kamen überwiegend aus Byzanz. Sie waren spätestens um 1000 in Venedig in Gebrauch, auch für interne Transaktionen. Damit erschienen auch erstmals Wechselkurse, bei denen nicht klar ist, wie sie festgelegt wurden.
1112 verkaufte der Doge ein Stück Land, auf dem eine Münzprägestätte unterhalten wurde. Dieses Land befand sich in der Gemeinde San Bartolomeo wohl am Canal della Fava zwischen den Kirchen San Bartolomeo und San Salvatore. Nicht weit davon entfernt lag die Rialtobrücke, die noch 1264 als „Pons de la moneta“ bezeichnet wurde. Es ist weder klar, ob die besagte Münzprägestätte die einzige war, noch ob sie 1112 durch eine andere in diesem Stadtgebiet abgelöst oder jede Münzprägung eingestellt wurde. Tatsächlich gibt es eine Lücke zwischen den Münzen aus der Zeit Heinrichs V., der 1125 starb, und denen aus der Zeit des Dogen Vitale Michiel II., der von 1156 bis 1172 herrschte. Es existieren keine Münzen mit den Namen der Nachfolger Heinrichs V., obwohl dies seit den Karolingern Usus war. Vitale Michiel ist der erste Dogenname, der auf einer venezianischen Münze erschien. Nach 1140 verdrängte zudem der Veroneser Denar zunehmend den venezianischen, der in privaten Dokumenten gar nicht mehr auftaucht. Gleichzeitig dominierten Goldmünzen des östlichen Mittelmeerraums den Fernhandel, dazu zählten Münzen aus dem Königreich Jerusalem, aus den sarazenischen Gebieten und weiterhin aus Byzanz, dessen Münzen weiterhin am weitesten verbreitet waren. Es spricht Vieles dafür, dass Venedig 1112 die eigene Münzprägung einstellte.
Erst unter Vitale Michiel II. wurden geringe Mengen von Silbermünzen wieder in Venedig geprägt, wohl schon vor 1172. Wahrscheinlich hängt die spätere Ausweitung der eigenen Münzproduktion – und damit wohl ein Wiederaufleben der Zecca – mit der Massenverhaftung zusammen, die Kaiser Manuel II. im März 1171 in Konstantinopel durchführen ließ. Venedig führte fortan eineinhalb Jahrhunderte lang immer wieder Krieg gegen Byzanz, der zunächst in der Eroberung von Konstantinopel im Rahmen des Vierten Kreuzzugs 1204 mündete. Sebastiano Ziani, der 1172 zum Dogen gewählt wurde, ließ Münzen mit seinem Namen prägen, die sich, im Gegensatz zu denen seines Vorgängers, nicht mehr am byzantinischen Modell orientierten, sondern an der Veroneser Münze. Dieser machte sie bereits vor 1200 erhebliche Konkurrenz und ihr Anteil an Hortfunden stieg steil an. Dies dürfte auch damit zusammenhängen, dass es bei Goldmünzen aus dem östlichen Mittelmeerraum zu Engpässen kam. Der Sieg Saladins über die Kreuzfahrer von 1187 und die Schwierigkeiten, die die byzantinische Münze hatte, und in deren Folge es zu Abwertungen des byzantinischen Hyperpyron kam, führte zum Ausfall bedeutender Goldquellen. Damit musste die Zecca erheblich größere Mengen an Münzen prägen und zugleich mit ihren Aktivitäten viel weiter in den östlichen Mittelmeerraum hineinwirken, indem sie Mengen und Wechselkurse beeinflusste.
Im 13. Jahrhundert befand sie sich in jedem Falle im Sestiere San Marco. Dieses Sestiere sah zu dieser Zeit noch viel stärker nach einer Festung aus, und möglicherweise wurde die Zecca bereits 1112 oder vor 1172 nach dorthin verlegt. Von etwa 1200 bis 1285 war der Grosso die wichtigste Münze, hier entstanden ab 1285 auch die Golddukaten, die bis etwa 1330 die wichtigste Münze waren. 1330 bis 1379 war dies der Soldino, danach führten Reformen, die sich bis 1423 erstreckten, zu einer Stabilisierung des Münzsystems. Dieses war vor allem während der Kriege gegen Mailand gefährdet, da dieses gefälschte Münzen mit niedrigem Edelmetallanteil auf den Geldmarkt brachte.
Erstmals werden Verantwortliche für die Zecca am 19. März 1224 im Liber plegiorum erwähnt.

## Steuerung des Wechselkurses zwischen Gold und Silber
Welchen Problemen die Zecca gegenüberstand und wie überaus weit ihr Einfluss reichte, zeigt folgender Vorgang, der seinen ersten Impuls aus Westafrika erhielt: Das „Reich von Mali mit seinen umfangreichen Goldexporten [brachte] zuerst die nordafrikanische, dann auch die europäische Wirtschaft in gewisse Schwierigkeiten. Die berühmte Pilgerreise Mansa Musas ..., bei der er 1324–25 vielleicht zehn Tonnen Gold mitführte, drückte den Kairoer Goldpreis für mehr als 12 Jahre. Erst der Tod Sulaymans (Mansa Musas Bruder und Nachfolger) und der nachfolgende Zerfall des Reiches, brachten das komplizierte transsaharische (Gold-)Handelsnetz zum Zusammenbruch. Wohl in den 70er Jahren kam es zu einem fast vollständigen Abreißen der Goldkarawanen. Durch diese Tatsache kam es an allen europäischen Münzen zu spürbaren bis dramatischen Erschütterungen. ... Unter diesen Umständen war es nicht einfach, den Golddukaten zu stützen, der mittlerweile die wichtigste Voraussetzung für den Handel mit Syrien und Ägypten geworden war. 1331–32 war nämlich der Gold- gegenüber dem Silberkurs bereits von 1:14,2 auf 1:13,1, 1346/49 gar auf 1:10,5 gefallen, schließlich erreichte er 1350 den Tiefststand von 1:9,4. Silber wurde teurer, Gold immer billiger. ... Hatte der ständige Abfluss von Silber in die Levante zu einem sich immer stärker abzeichnenden Mangel an diesem Metall geführt, so brachte nun ein massiver westafrikanischer Zustrom von Gold die Wertrelationen auf dem Markt und - vermittelt - an den Münzprägestätten erneut in Bewegung. Die Rogadia versuchte dementsprechend durch Zollbefreiungen die Zufuhr des jeweils nur unzureichend einlaufenden Edelmetalls zu verstärken.“
Anders ging die Zecca vor, als der Silberpreis unter Druck geriet. Sie „stellte 1354 die Prägung des grosso ein, um durch ein künstlich erzeugtes Unterangebot seinen Wert auf der erreichten Höhe zu halten, was ihr bis 1379 auch weitgehend gelang.... In dieser Zeit stabilisierte sich die Gold-Silber-Relation zwischen 1:9,9 und 1:10,5, d. h. das Silber erholte sich im Preis. Aber auch nach dem Chioggia-Krieg zwischen Genua und Venedig (1378–81) überstieg die Relation nicht wieder 1:12,5, schwankte von 1401 bis 1500 zwischen 10,7 und 11,6 und um 1509 lag sie bei 1:10,7. Entscheidend dürfte dabei gewesen sein, dass Venedig seine nahöstlichen Gewürzkäufe, die es praktisch zu einem Monopol ausbaute, fast nur noch mit Golddukaten tätigte. Venedig wurde zum größten „Goldleck“ Europas.“

## Organe
Die jeweils mächtigsten Ratsgremien beaufsichtigten die für den Finanzplatz Venedig zentrale Einrichtung. Zunächst führte der Rat der Vierzig, die Quarantia, die Aufsicht über die Zecca. Die Massari all’Argento e all’Oro registrierten seit 1269 dazu sorgsam die Menge des in der Zecca befindlichen Edelmetalls und berichteten. Im selben Gebäude saßen dementsprechend auch die beiden spätestens seit 1236 durch Überlieferung ihrer Beschlüsse fassbaren Camerlenghi di Comun, die eigentlichen Schatzmeister der Republik. Ihre Zahl wurde 1527 auf drei erhöht. Durch ihre Hand flossen die Geldmittel aller Einrichtungen, die Abgaben und Zölle oder sonstige vom Staat verlangten Gelder einzogen. Die kaum zu bewältigende Arbeit übernahmen ab 1627 mit Blick auf die Zecca in einem besonders komplizierten Bereich die Revisori e Regolatori delle Entrate pubbliche in Zecca. Sie wurden bereits 1584 erstmals als Sonderkommission aufgestellt und befassten sich ab 1592 mit allen öffentlichen Einnahmen.
1416 übernahm der Senat (Consiglio dei Pregadi) die Aufsicht über die Münzprägung. 1472 zog der immer mächtiger werdende, 1310 gegründete Rat der Zehn die Münzaufsicht an sich. Mit dessen Reform im Jahr 1582 führte der Senat die Zecca.
Im 16. Jahrhundert übernahmen für je verschiedene Bereiche zuständige Institutionen die Aufsicht. 1522 wurde ein Provveditor in Zecca vom Rat der Zehn gewählt, der wenige Jahre später die eigentliche Leitung der Zecca übernahm. Er beaufsichtigte die Prägung der Goldmünzen, leitete den An- und Verkauf des Edelmetalls und sicherte den vorgeschriebenen Anteil am vorgesehenen Edelmetall auf der Basis des Münzfußes. Ab 1542 musste er auch dann angehört werden, wenn etwa Münzen im Ausland nötig waren, oder die Flotte Geld brauchte. 1562 erhielt er einen Kollegen, um die zahlreichen Aufgaben bewältigen zu können, ab 1572 wurden jedes Jahr drei Provveditori in Zecca gewählt.
1543 kam der Depositario hinzu, der die Depositen beaufsichtigte, die im Gebäude der Zecca gelagert waren; er führte also die eigentliche Kasse der hier eingelagerten Geld. Nur mit seiner Zustimmung und der des Provveditore in Zecca durften ab 1562 höhere Einrichtungen, wie etwa Gerichtshöfe, der Kasse Gelder aus den Depositen entnehmen. Private Depositen mussten ab 1584 separat von den öffentlichen verwaltet werden. Einige Jahre lang war der Depositario sogar statt der sonst zuständigen Massari für den Handel mit Edelmetallen verantwortlich, doch musste er diese Zuständigkeit an die Provveditori abgeben. Die Kontrolle über Einnahmen und Ausgaben übernahm ab 1615 ein eigener Conservatore del Deposito, der zudem Begehrlichkeiten anderer Organe abwehren musste.
1551 wurden für eine der komplexesten Aufgaben, die Kontrolle des Gold- und Silberpreises und die damit zusammenhängende Münz- und Edelmetallpolitik eigene Provveditori sopra Ori e Monete geschaffen. 1582 wurde ihre Zahl von zwei auf drei erhöht, um 1700 sogar auf fünf. Sie konnten gegen Betrüger und Schmuggler vorgehen, den Zustrom ungeeigneten Goldes unterbinden und Vorschläge für die Festsetzung des Wechselkurses zwischen Gold und Silber im Senat unterbreiten (ohne stimmberechtigt zu sein). 1629 erhielten sie auch Zuständigkeiten beim Banco Giro. Ihnen standen ab 1687 die Inquisitori aggiunti zur Seite, die vor allem das Wertverhältnis zwischen den im Innern des venezianischen Herrschaftsgebietes zirkulierenden Münzen, und den externen Münzen oblag. Hinzu kamen immer wieder Ad-hoc-Kommissionen, die für die Bestrafung bei Münzfälschung und sonstigen Währungsdelikten zuständig waren, die bis zu schwersten Körperstrafen reichen.
Den Kurs des Silbers steuerten ab 1652 zusätzlich die Provveditore agli Ori e Argenti.

## Depositen
Die Zecca war keine einfache Münzprägeanstalt, sondern sie übernahm zugleich die Aufgabe Depositen zu verwalten, wie einige andere Institutionen, wie die Camera del frumento, die für die Getreide-, besonders Weizenkäufe zuständig war, oder die Camera del Sal, die ähnliche Aufgaben für das Salz übernahm. Dabei konnten gewaltige Summen, etwa von ausländischen Potentaten, deponiert werden. Während der rund 25-jährigen Belagerung von Candia in den Jahren 1646 bis 1669, und während des Moreakrieges zwischen 1684 und 1717, die ungeheure Mittel verschlangen, ließ die Regierung ausnahmsweise den Kauf von Adelstiteln zu. Diese berechtigten zum Fernhandel und zur Übernahme politischer Ämter, und sie eröffneten langfristig das Einheiraten in die alten Adelsfamilien. Während der Belagerung von Candia konnten sich Familien für 100.000 Dukaten in den Adelsstand einkaufen, von denen jeweils 40.000 in Form von Depositen bei der Zecca angelegt werden mussten.

## Das heutige Gebäude
Der erste Hinweis auf ein Gebäude der Zecca am heutigen Standort stammt von 1277. Nach einem Brand im Jahr 1532 musste das Gebäude neu errichtet werden.
Der heutige Zecca-Palast wurde zwischen 1536 und 1545 errichtet. Er sollte zum Sitz der Münzprägestätte der Republik Venedig werden. Das annähernd quadratische Gebäude umschließt einen Innenhof, unter dessen 40 Arkaden der eigentliche Prägevorgang vonstattenging. Die Außenfassade wurde aus istrischem Marmor gestaltet. Dabei wurde aus Gründen des Brandschutzes kein Holz, sondern ausschließlich Stein verwandt.
Baumeister war Jacopo Sansovino, der Eingang ist ein Werk von Vincenzo Scamozzi, das 1554 bis 1556 geschaffene Portal wird aber auch Sansovino zugeschrieben. Sansovino wurde 1529 Proto, d. h. oberster Baumeister an San Marco, und er begann noch im selben Jahr mit der Umgestaltung des Markusplatzes. Dazu gehörten Arbeiten an den Alten Prokuratien, der Loggetta des Glockenturms (bis 1542) und der Biblioteca Marciana, sowie der Neubau der Zecca.
In dem Gebäude wurden auch nach dem Ende der Republik im Jahr 1797 noch bis 1870 Münzen geprägt. 1860 und 1865 wurde das Gebäude restauriert.